# BMW Sailing Cup
Der BMW Sailing Cup war die größte Amateurregattaserie der Welt. BMW richtete den Cup erstmals 2006 aus, gesegelt wurde auf dem Bootstyp Skippi 650. Erst ein Jahr später gab es eine unabhängig, eigenständige Veranstaltungsreihe. Dazu wurden Boote des Typs Bénéteau First Class 7.5 benutzt, später folgte die J80. Immer im folgenden Jahr wurde die internationale Ausscheidung ausgetragen, an der verschiedene Länder teilnehmen. Das erste internationale Finale fand im April 2007 in Valencia statt. Anfang 2014 stellte BMW die Veranstaltung ein.

## Austragungsmodus

### 2006
2006 wurde der Sailing Cup noch in andere Großveranstaltungen eingebunden. Dies waren die Kieler Woche, die Rund um den Bodensee in Lindau, der Tiroux und Waldmüller-Cup in Schwerin, die Meisterschaft der Meister auf der Alster und das Berlin Match Race. Während der letztgenannte Veranstaltung fand das Deutschlandfinale statt, bei dem sich der Sieger für das internationale Finale qualifizierte.

### 2007
In diesem Jahr gab es eine unabhängig, eigenständige Veranstaltungsreihe. Dazu wurden Boote des Typs Bénéteau First Class 7.5 mit vier Besatzungsmitgliedern verwendet. Die Veranstaltung dauerte drei Tage, wobei der Freitagmorgen nach der Teameinteilung zum Training zur Verfügung stand. Danach begannen die Vorläufe. Am Samstag fanden drei Qualifikationsläufe für die Halbfinals statt. Am Sonntag wurde das Runner’s up gefahren, mit dem die letzten Teilnehmer für die Halbfinals ermittelt wurden. Halbfinals und Finale schlossen sich an.

### 2008 bis 2009
Der Austragungsmodus blieb wie 2007, jedoch wurden danach Regattaboote vom Typ J80 gesegelt, die BMW zur Verfügung stellte. Diese Boote sind 8 m lang, wiegen 1,5 t und haben eine 31,4 m² große Segelfläche sowie einen 65 m² großen Gennaker.

### 2010 bis 2012
Ab 2010 wurde die Veranstaltung auf zwei Tage verkürzt. Auf Grund der Tatsache, dass im internationalen Finale Boote mit fünf Personen Besatzung gefahren werden, wurde auch in Deutschland die Besatzung auf fünf Personen erhöht.

### 2013
Ab 2013 wurde der Auswertungsmodus geändert. Alle in den einzelnen Vorläufen ersegelten Punkte wurden nach einem High-Point-System addiert. Nach maximal 15 Wertungsläufen mit je sechs Booten starteten die sechs punktbesten Mannschaften in drei Finalläufen, bei denen die beiden ersten einfach zählten, der letzte jedoch doppelt in die Wertung einging. Die Mannschaft mit der größten Punktzahl war der Sieger.

## Teilnahme
Jeder Volljährige, der einen Segelschein besitzt oder über genug Erfahrung verfügt, konnte teilnehmen.

## Internationales Finale
Immer im Folgejahr nach dem Deutschlandfinale findet die internationale Entscheidung statt, erstmals April 2007 in Valencia. Dabei sind die Boote mit fünf Personen besetzt. Die nationalen Ausscheidungen in den Teilnehmerländern werden mit unterschiedlichen Bootstypen ausgetragen. In Valencia starteten Deutschland (Bootstyp: Skippi 650), Spanien (Bootstyp: Tom 28), Großbritannien (Bootstyp: Sunfast 37), Dänemark (Bootstyp: Match28.dk), Österreich (Bootstyp: Salona 37 sowie Fahrtenyachten mit Spinnaker) und Malta (Bootstyp: Segelboote zwischen 25 und 50 ft mit 7–9 Seglern an Bord).
2008 nahmen an der Weltausscheidung in Dubai zusätzlich Frankreich, Italien, Neuseeland und die Vereinigten Arabischen Emirate teil, während Österreich nicht mehr antrat. Durch die nötige Besatzung von fünf Personen wurde das deutsche Siegerboot durch den Steuermann des zweitplatzierten Schiffes des Deutschlandfinales, Ingo Ehrlicher, ergänzt.
2012 nahmen Italien, Deutschland, Neuseeland, Österreich, Portugal und Rumänien am Finale teil.
2013 nahmen Italien, Portugal, die Türkei, Deutschland, Rumänien und Österreich am Finale teil.

## Besonderes
- Ingo Ehrlicher aus Pappenheim (5. Platz der Drachen-Europameisterschaft 2013) nahm viermal an regionalen Ausscheidungen (2007 am Tegernsee, 2008, 2009 und 2012 am Großen Brombachsee) teil. Er gewann mit seinen Teams alle vier Regionalausscheidungen und nahm viermal am Deutschlandfinale teil.[4]
- Thorsten Hülsmann vom Segel-Club Münster siegte auf dem Aasee insgesamt drei Mal (2007, 2008, 2012) und vertrat 2007 Deutschland im internationalen Finale.[5][6]
- Beim ersten Finallauf nach neuem Modus fuhren am Barleber See bei Magdeburg am 7. Juli 2013 die ersten drei führenden Schiffe seitlich an der Ziellinie vorbei.

## Reviere
| Revier                                                      | Ausrichterverein | 2006 | 2007 | 2008 | 2009 | 2010 | 2011 | 2012 | 2013 |
| ----------------------------------------------------------- | --- | ---- | ---- | ---- | ---- | ---- | ---- | ---- | ---- |
| Elbe, HafenCity, Hamburg                                    | Mühlenberger Segel-Club |      |      | x    | x    | x    | x    | x    | x    |
| Aasee, Münster                                              | Segel-Club Münster |      | x    | x    | x    | x    | x    | x    | x    |
| Großer Brombachsee, Ramsberg                                | Wassersportgemeinschaft Altmühl-Brombachsee (2008–2010, 2012) 1. Weißenburger Segelsportclub (2012) Yachtclub Frankonia (2012) |      |      | x    | x    | x    |      | x    |      |
| Cospudener See, Leipzig                                     | Segler-Verband Sachsen |      | x    | x    | x    | x    | x    | x    |      |
| Großer Northeimer See, Northeim                             | Northeimer Segelclub |      |      |      |      | x    | x    | x    |      |
| Wannsee, Berlin                                             | Verein Seglerhaus am Wannsee                                                                                                   | x    | x    | x    | x    | x    | x    | x    |      |
| Wannsee, Berlin                                             | Potsdamer Yacht Club |      | x    | x    | x    | x    | x    | x    | x    |
| Barleber See, Magdeburg                                     | 1. Segelverein Barleber See |      |      | x    | x    | x    | x    | x    | x    |
| Ruppiner See, Neuruppin                                     | Ruppiner Segler Club |      |      |      | x    | x    | x    | x    |      |
| Starnberger See, Starnberg                                  | Münchner Yacht-Club |      | x    | x    |      | x    | x    | x    |      |
| Mosel, Koblenz                                              | Yachtclub Rhein-Mosel |      |      |      |      | x    | x    | x    |      |
| Main, Frankfurt                                             | Frankfurter Yacht-Club |      |      |      | x    | x    | x    | x    | x    |
| Ostsee, Grömitz                                             | Grömitzer Segel-Club |      |      | x    | x    | x    | x    | x    | x    |
| Wismarbucht, Wismar                                         | Yachtclub Wismar 1961 |      |      |      | x    | x    | x    | x    | x    |
| Baldeneysee, Essen                                          | Essener Turn- und Fechtklub |      | x    | x    | x    | x    | x    | x    | x    |
| Ammersee, Dießen                                            | Diessner Segel-Club |      | x    | x    |      |      |      |      |      |
| Flensburger Förde, Flensburg                                | Flensburger Segel Club |      | x    | x    |      |      |      |      |      |
| Edersee, Kassel                                             | Segel-Club Edersee |      |      | x    | x    |      |      |      |      |
| Bodensee, Langenargen                                       | |      | x    | x    |      |      |      |      |      |
| Ostsee, Olympiazentrum Schilksee im Rahmen der Kieler Woche | | x    |      | x    |      |      |      |      |      |
| Ostsee, Warnemünde                                          | Warnemünder Segel Club |      | x    | x    |      |      |      |      |      |
| Ostsee, Kiellinie (Kiel)                                    | Kiel Sailing City |      | x    | x    | x    |      |      |      |      |
| Senftenberger See, Senftenberg                              | Senftenberger See und Segelclub 79                                                                                             |      |      | x    |      |      |      |      |      |
| Hohennauener See, Rathenow                                  | Rathenower Wassersportverein Segeln 1922                                                                                       |      |      | x    |      |      |      |      |      |
| Schweriner See, Schwerin                                    | Schweriner Segler-Verein von 1894                                                                                              | x    | x    | x    |      |      |      |      |      |
| Speicherbecken Geeste, Lingen (Ems)                         | Seglerverein Speichersee Emsland                                                                                               |      |      | x    | x    |      |      |      |      |
| Innenjade, Wilhelmshaven                                    | Wilhelmshavener Segel-Club |      |      | x    | x    |      |      |      |      |
| Biggesee, Attendorn                                         | Yacht- und Ruderclub Attendorn                                                                                                 |      |      | x    |      |      |      |      |      |
| Ratzeburger See, Ratzeburg                                  | Ratzeburger Segel-Club |      |      | x    | x    |      |      |      |      |
| Masurensee, Duisburg                                        | |      |      |      | x    |      |      |      |      |
| Nordsee, Emden                                              | |      |      |      | x    |      |      |      |      |
| Obereider, Rendsburg                                        | Regatta-Verein Rendsburg von 1888                                                                                              |      |      |      |      | x    |      |      |      |
| Nesse, Leer                                                 | Seglerverein Leer |      |      |      |      | x    |      | x    |      |
| Phoenix-See, Dortmund                                       | Yachtclub Phoenixsee |      |      |      |      |      |      | x    |      |
| Max-Eyth-See, Stuttgart                                     | Stuttgarter Segelclub |      |      |      |      |      |      | x    |      |
| Bodensee, Lindau                                            | Lindauer Segelclub | x    |      |      |      |      |      |      |      |
| Tegernsee, Bad Wiessee                                      | Yachtclub Bad Wiessee |      | x    |      |      |      |      |      |      |
| Außenalster, Hamburg                                        | | x    | x    |      |      |      |      |      |      |
| Wannsee, Berlin                                             | Deutschlandfinale | x    |      |      |      |      |      |      |      |
| Außenalster, Hamburg                                        | Deutschlandfinale |      | x    |      |      |      |      |      |      |
| Hohe Düne, Warnemünde                                       | Deutschlandfinale |      |      | x    |      |      |      |      |      |
| Tegernsee, Bad Wiessee                                      | Deutschlandfinale |      |      |      | x    |      |      |      |      |
| Elbe, HafenCity, Hamburg                                    | Deutschlandfinale |      |      |      |      | x    | x    | x    |      |
| Gardasee, Torbole                                           | Deutschlandfinale |      |      |      |      |      |      |      | x    |
| Mittelmeer, Valencia, Spanien                               | Weltfinale (Sieger: Deutschland)                                                                                               | –    | x    |      |      |      |      |      |      |
| Persischer Golf, Dubai, Vereinigte Arabische Emirate        | Weltfinale (Sieger: Spanien)                                                                                                   | –    |      | x    |      |      |      |      |      |
| Gardasee, Malcesine, Italien                                | Weltfinale (Sieger: Neuseeland)                                                                                                | –    |      |      | x    |      |      |      |      |
| Pazifischer Ozean, Auckland, Neuseeland                     | Weltfinale (Sieger: Neuseeland)                                                                                                | –    |      |      |      | x    |      |      |      |
| Atlantischer Ozean, Cascais, Portugal                       | Weltfinale (Sieger: Portugal)                                                                                                  | –    |      |      |      |      | x    |      |      |
| Marmarameer, Istanbul, Türkei                               | Weltfinale (Sieger: Italien)                                                                                                   | –    |      |      |      |      |      | x    |      |
| Adria, Portorož, Slowenien                                  | Weltfinale (Sieger: Italien)                                                                                                   | –    |      |      |      |      |      |      | x    |

## Bilder

Bilder von verschiedenen Revieren
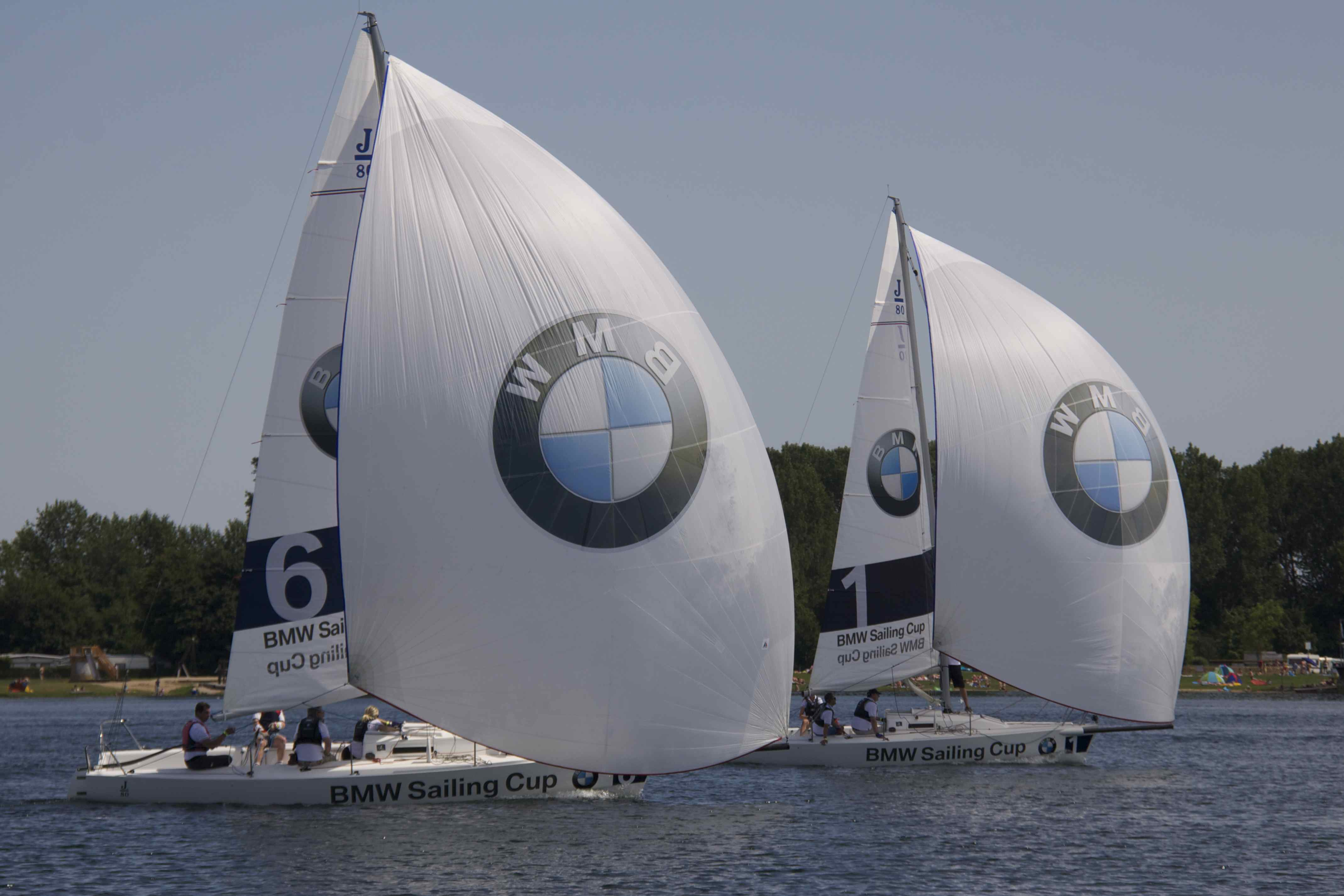
Barleber See, Magdeburg 2013
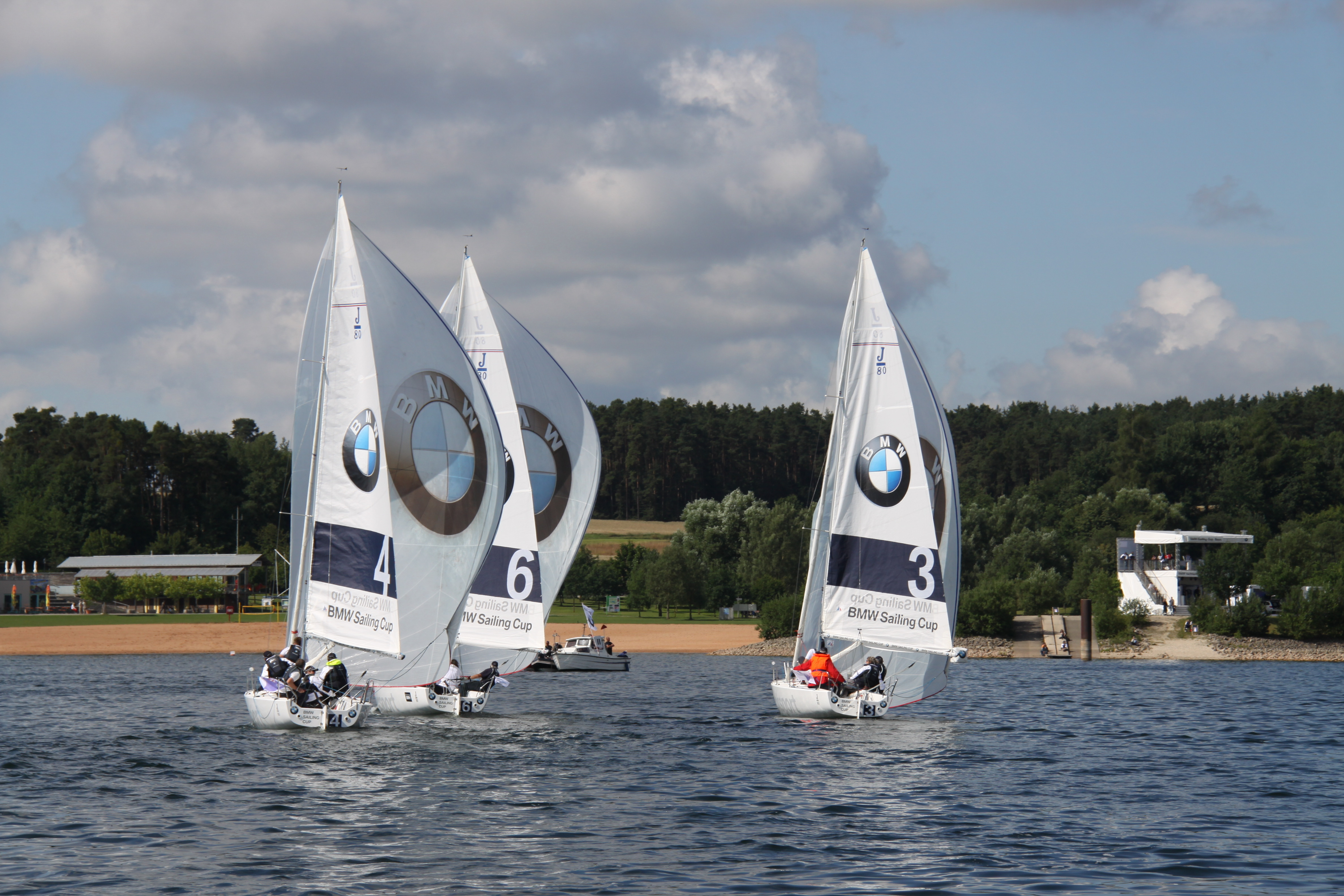
Großer Brombachsee, Ramsberg 2012
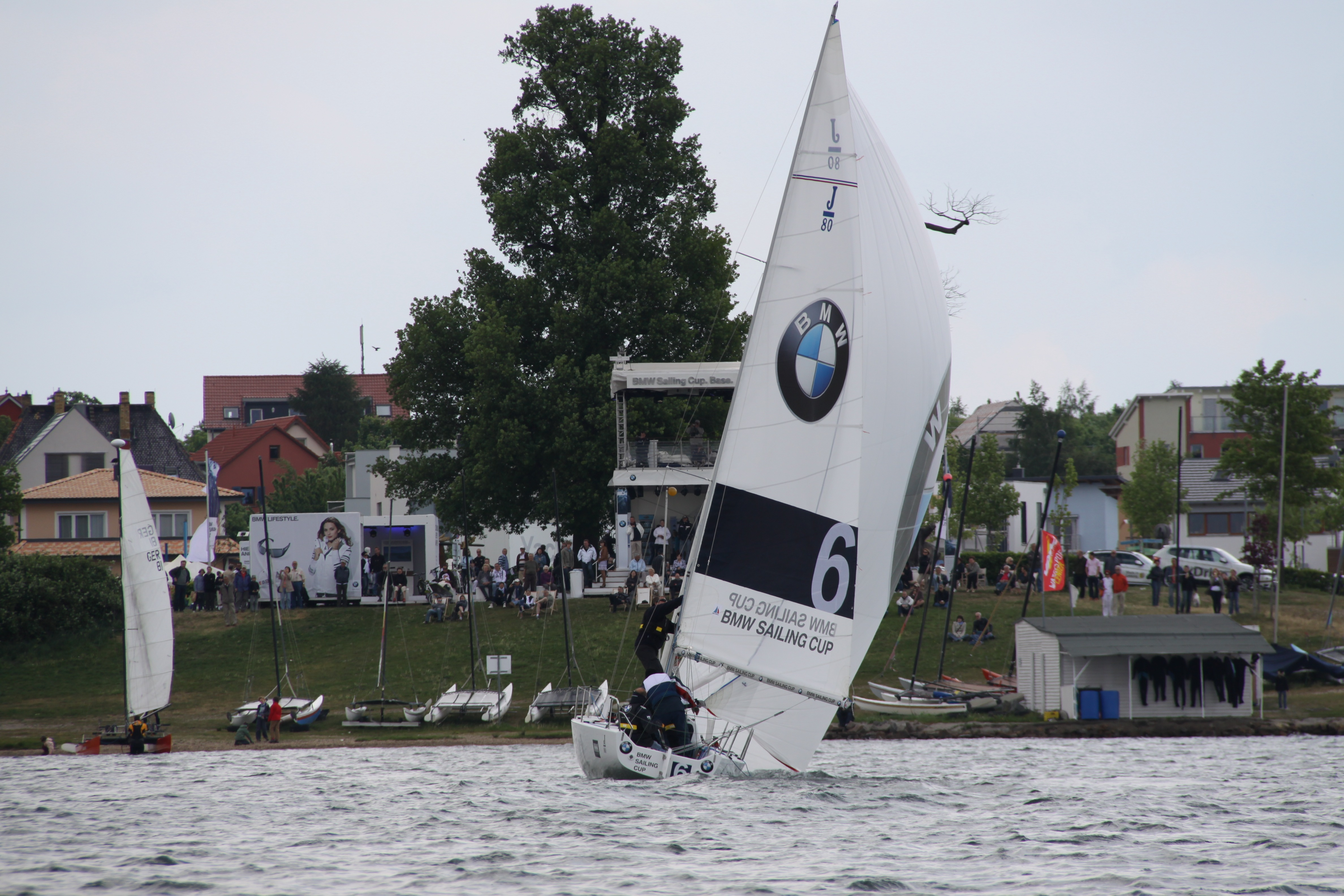
Cospudener See, Leipzig 2011
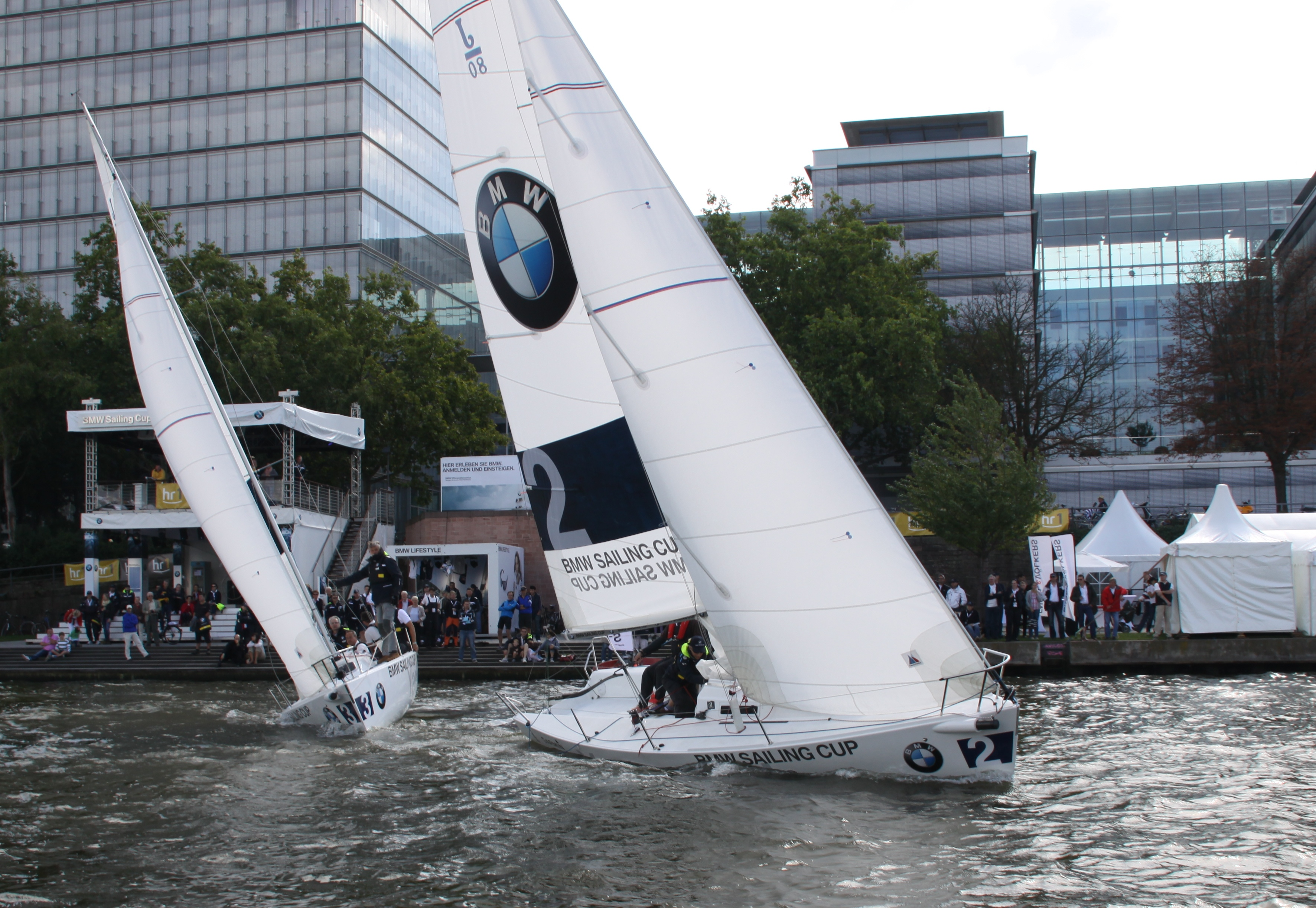
Main, Frankfurt 2011
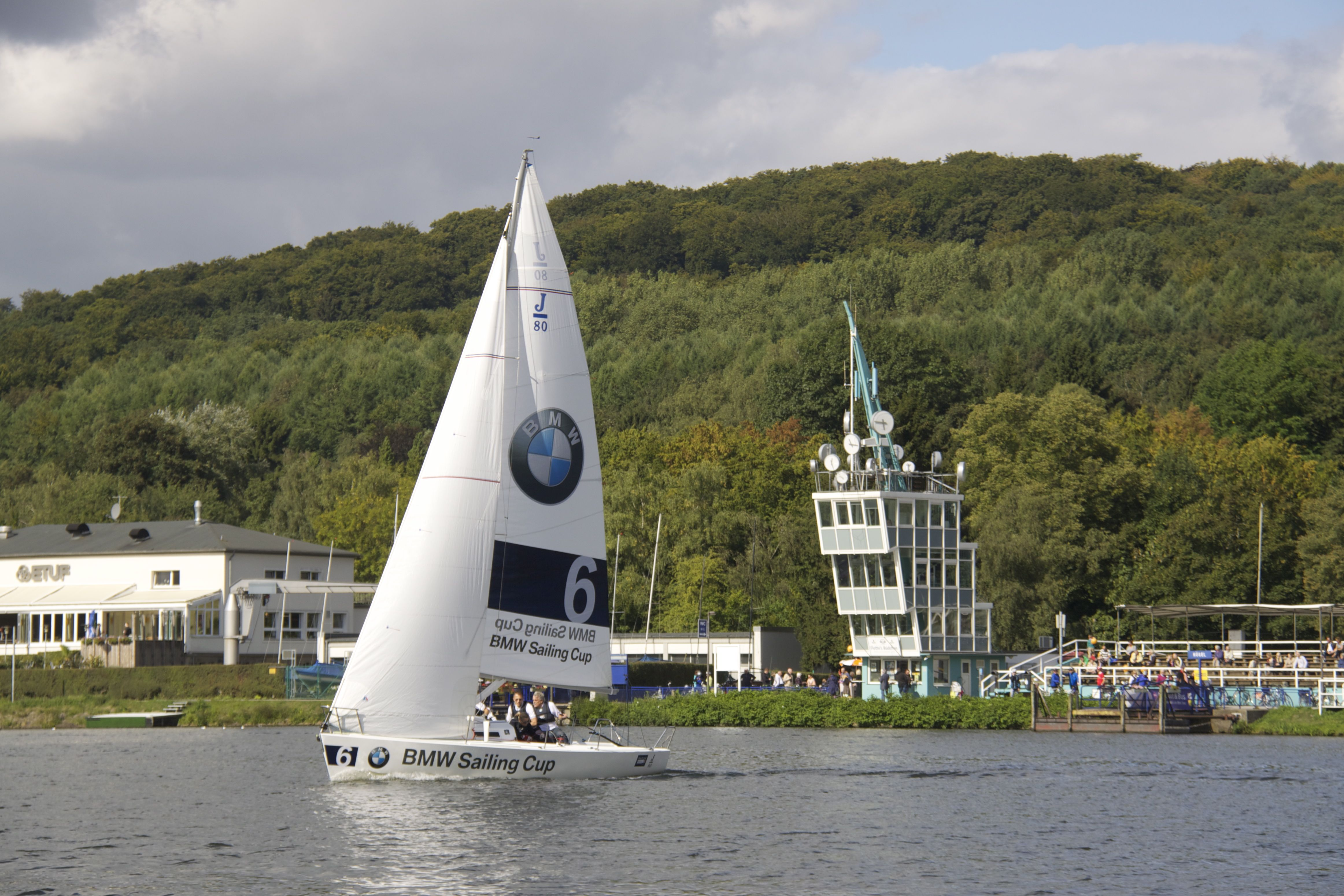
Baldeneysee vor dem Regattaturm der Ruderstrecke, Essen 2013
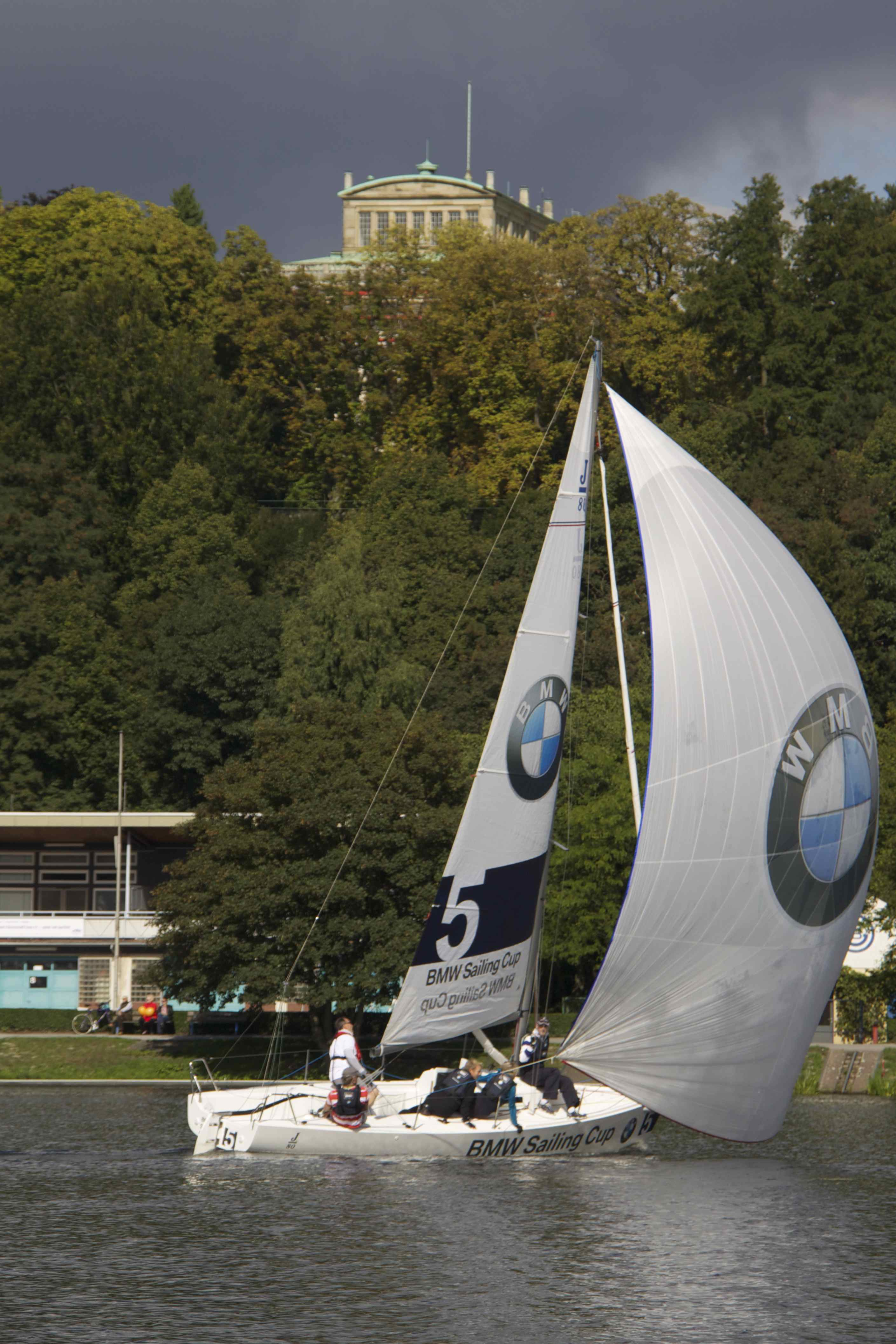
Baldeneysee vor der Villa Hügel, Essen 2013